# Dyckia princeps
Dyckia princeps är en gräsväxtart som beskrevs av Lem.. Dyckia princeps ingår i släktet Dyckia och familjen Bromeliaceae. Inga underarter finns listade i Catalogue of Life.